# Cherryville, Pennsylvania
Cherryville är en ort i Northampton County i delstaten Pennsylvania, USA.